# Решетняк Василь Васильович
Васи́ль Васи́льович Решетня́к (8 березня 1967 — 14 листопада 2014) — солдат Збройних сил України.

## Життєвий шлях
Навчався в Новопетрівському, згодом здобув професію тракториста. Відслужив строкову службу в РА. Одружився, родина виховала доньок Тетяну й Настю.
Мобілізований у вересні 2014-го, стрілець взводу охорони, 169-й навчальний центр Сухопутних військ. Частина розташовувалася під Шахтарськом.
14 листопада 2014-го близько полудня загинув під час бойового зіткнення колони техніки з провіантом із проросійськими терористами поблизу села Орлово-Іванівка.
Похований в селі Новопетрівське 18 листопада 2014-го з військовими почестями.

## Нагороди
За особисту мужність і героїзм, виявлені у захисті державного суверенітету та територіальної цілісності України, вірність військовій присязі під час російсько-української війни, відзначений — нагороджений
- орденом «За мужність» III ступеня (посмертно)